# Doedicurus clavicaudatus
A Doedicurus clavicaudatus az emlősök (Mammalia) osztályának a vendégízületesek (Xenarthra) öregrendjébe, ezen belül a glyptodonfélék (Glyptodontidae) családjába tartozó faj.

## Tudnivalók

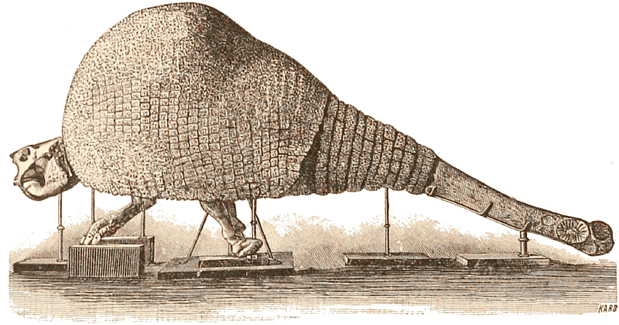
Doedicurus clavicaudatus kövület

A Doedicurus egy óriási növényevő tatu volt, amely a mai Dél-Amerika füves pusztáit népesítette be. Az állat kb. 10 000 évvel ezelőtt pusztult ki. Mérete és tömege megegyezett egy kisebb gépkocsiéval: hossza 4 méter, magassága 1,5 méter, tömege 1910–2370 kilogramm lehetett. Hosszú farka végén egy csontos, tüskékkel rendelkező, buzogányszerű golyó volt. Páncélját összeforrt csontos darabok alkották, csak a végtagok, a fej és a farok mozogtak szabadon. A páncél éppen olyan jól védte, mint manapság a teknősöket a teknő, csak nem tudta behúzni a fejét a páncél alá. Az állatok használták a buzogányszerű farkaikat egymás ellen is, mert találtak a páncélmaradványokon karcolásokat, melyek mérete megegyezett a tüskék méretével. A Deodicurus jó vándor volt, mert nem csak Dél-Amerikában találtak maradványaikra, hanem Észak-Amerika délnyugati részén is.